# ANGAP
La Association Nationale pour la Gestion des Aires Protégées (ANGAP) è una associazione privata che opera sotto la supervisione del Ministero dell'Ambiente del Madagascar, con il compito di gestire la rete delle aree naturali protette del paese.
Uffici dell'ANGAP sono presenti all'ingresso di ogni parco naturale del Madagascar. Al loro interno è possibile ingaggiare una guida  per la visita del parco.